# Giulio Tonti
Giulio Tonti (Roma, 9 de dezembro de 1844 - Roma, 11 de dezembro de 1918) foi um diplomata da Santa Sé, arcebispo e cardeal da Igreja Católica, foi Núncio Apostólico no Brasil, em Portugal, na República Dominicana, no Haiti e na Venezuela.

## Biografia
Nascido nos Estados Papais, Tonti recebeu o Crisma em 17 de agosto de 1856. Completou os seus estudos no Seminário Romano, obtendo doutorado em filosofia, teologia e direito civil e canônico. Foi ordenado sacerdote em 21 de dezembro de 1867, foi professor de teologia e vice-reitor do Pontifício Ateneo Urbaniano De Propaganda Fide até 1879. Anexo ao SC de Assuntos Eclesiásticos Extraordinários. Auditor da Nunciatura na França, 1879-1882; em Portugal, 1882-1892. Camareiro privado de Sua Santidade.
Eleito bispo titular de Samos em 11 de julho de 1892 pelo Papa Leão XIII. Consagrado em 25 de julho de 1892, igreja da Sacro Cuore di Gesù a Villa Lante, Roma, pelo cardeal Vincenzo Vannutelli, auxiliado por Michele dei Baroni Zezza Zaponetta, bispo titular da Calcedônia, auxiliar de Nápoles, e por Augusto Berlucca, bispo titular de Elenopoli. Nomeado delegado apostólico na República Dominicana, Haiti e Venezuela, em 10 de agosto de 1892. Administrador apostólico, ad nutum Sanctæ Sedis, da arquidiocese de Porto Príncipe e diocese de Les Gonaïves, Haiti, em 24 de fevereiro de 1893. 
Promovida à sé titular de Sardes em 15 de julho de 1893. Transferido para a sé metropolitana de Porto Príncipe, mantendo a administração da diocese de Les Gonaïves, ad nutum et beneplacitum Sanctæ Sedis, 1 de outubro de 1894. Participou do Primeiro Concílio Plenário da América Latina, Roma, 1898. Nomeado Arcebispo Titular de Ancira, em 23 de agosto de 1902. Núncio no Brasil, 27 de agosto de 1902 e transferido para Portugal, 4 de outubro de 1906. Regressou a Roma por causa da revolução portuguesa, 25 de outubro de 1910.
Criado cardeal-presbítero no consistório de 6 de dezembro de 1915; recebeu o chapéu vermelho e o título de Ss. Silvestro e Martino ai Monti, 9 de dezembro de 1915. Prefeito da Sagrada Congregação dos Religiosos, 13 de fevereiro de 1917. Membro do Conselho para a Administração das Riquezas da Sé Apostólica, 21 de maio de 1917.
Cardeal Tonti faleceu em 11 de dezembro de 1918, Roma. Enterrado no túmulo do capítulo da basílica patriarcal do Vaticano no Cemitério Campo Verano, em Roma.